# Elza Temáry

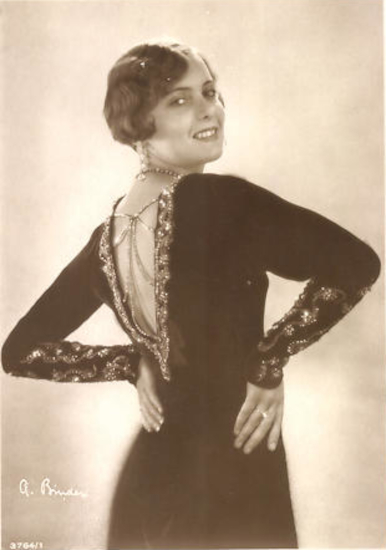
Elza Temáry auf einer Fotografie von Alexander Binder

Elza Temáry, auch Elza Tamary, geborene Elisabeth Frederica Klecker (* 12. Februar 1905 in Temeswar, Österreich-Ungarn; † 16. Februar 1968 in Tucson, Arizona, USA) war eine Schauspielerin beim deutschen Stummfilm.

## Leben
Temárys Filmkarriere endete 1932, sodass davon auszugehen ist, dass sie wegen des aufkommenden Nationalsozialismus emigrierte. Am 16. Februar 1933 verließ sie Deutschland an Bord des Passagierdampfers „Albert Ballin“ und heiratete am 4. März in London den US-Amerikaner Philip Matthiessen Chancellor. In den USA wohnte sie in Hollywood und Beverly Hills. 1946 heiratete sie Howard S. Splane. Das Paar zog 1956 nach Tucson, wo Elza K. Splane im Jahr 1968 verstarb.

## Filmografie
- 1924/26: Der krasse Fuchs
- 1925: Unser täglich Brot
- 1925: Harry Hill im Banne der Todesstrahlen
- 1926: Überflüssige Menschen
- 1926: Liebe
- 1926: Die Wacht am Rhein. Aus des Rheinlands Schicksalstagen
- 1927: Die Geliebte des Gouverneurs
- 1927: Das Spielzeug schöner Frauen
- 1927: Man steigt nach
- 1927: Die Spielerin
- 1927: Der Bettler vom Kölner Dom
- 1927: Das Mädchen mit den fünf Nullen
- 1927: Die sieben Töchter der Frau Gyurkovics
- 1928: Im Anfang war das Wort... 80 Jahre sozialistische Arbeiterpresse
- 1928: Salamandra
- 1928: Adam und Eva
- 1928: Der Fall des Staatsanwalts M …
- 1928: Die größte Liebe
- 1928: Aus dem Elternhaus vertrieben
- 1929: Gefahren der Brautzeit
- 1929: Autobus Nr. 2
- 1929: Gehetzte Mädchen
- 1930: Einbruch im Bankhaus Reichenbach
- 1930: Die Jagd nach der Million
- 1930: Pariser Unterwelt
- 1930: Stud. chem. Helene Willfüer
- 1931: Chauffeur Antoinette
- 1931: Das verlorene Paradies
- 1931: Ein ausgekochter Junge
- 1931: Der verjüngte Adolar
- 1932: Ich will nicht
- 1932: Rasputin
- 1932: Unter falscher Flagge